# فرودگاه برانسون
فرودگاه برانسون (به انگلیسی: Branson Airport) یک فرودگاه همگانی با کد یاتا BKG است که یک باند فرود بتن دارد و طول باند آن ۲۱۷۶ متر است. این فرودگاه در شهر برنسون، میزوری کشور ایالات متحده آمریکا قرار دارد و در ارتفاع ۳۹۷ متری از سطح دریا واقع شده‌است.

## شرکت‌های هواپیمایی و مقصدهای پروازی

### مسافری
| شرکت‌های هواپیمایی | مقصدهای پروازی                                             |
| ----------------- | ---------------------------------------------------------- |
| ViaAir            | آستین، میدوی شیکاگو، دالاس-فورت ورث، دنور، ویلیام پی. هابی |